# Station Wronów
Station Wronów is een spoorwegstation in de Poolse plaats Wronów.